# 延吉恐龙博物馆

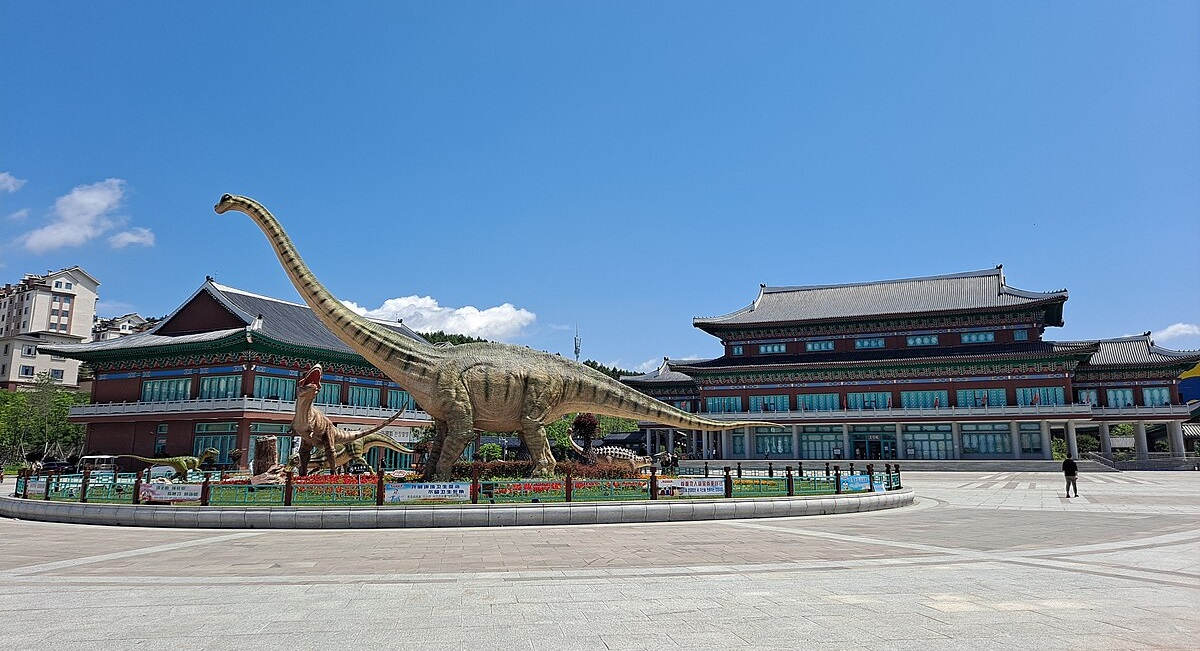
延吉恐龙博物馆

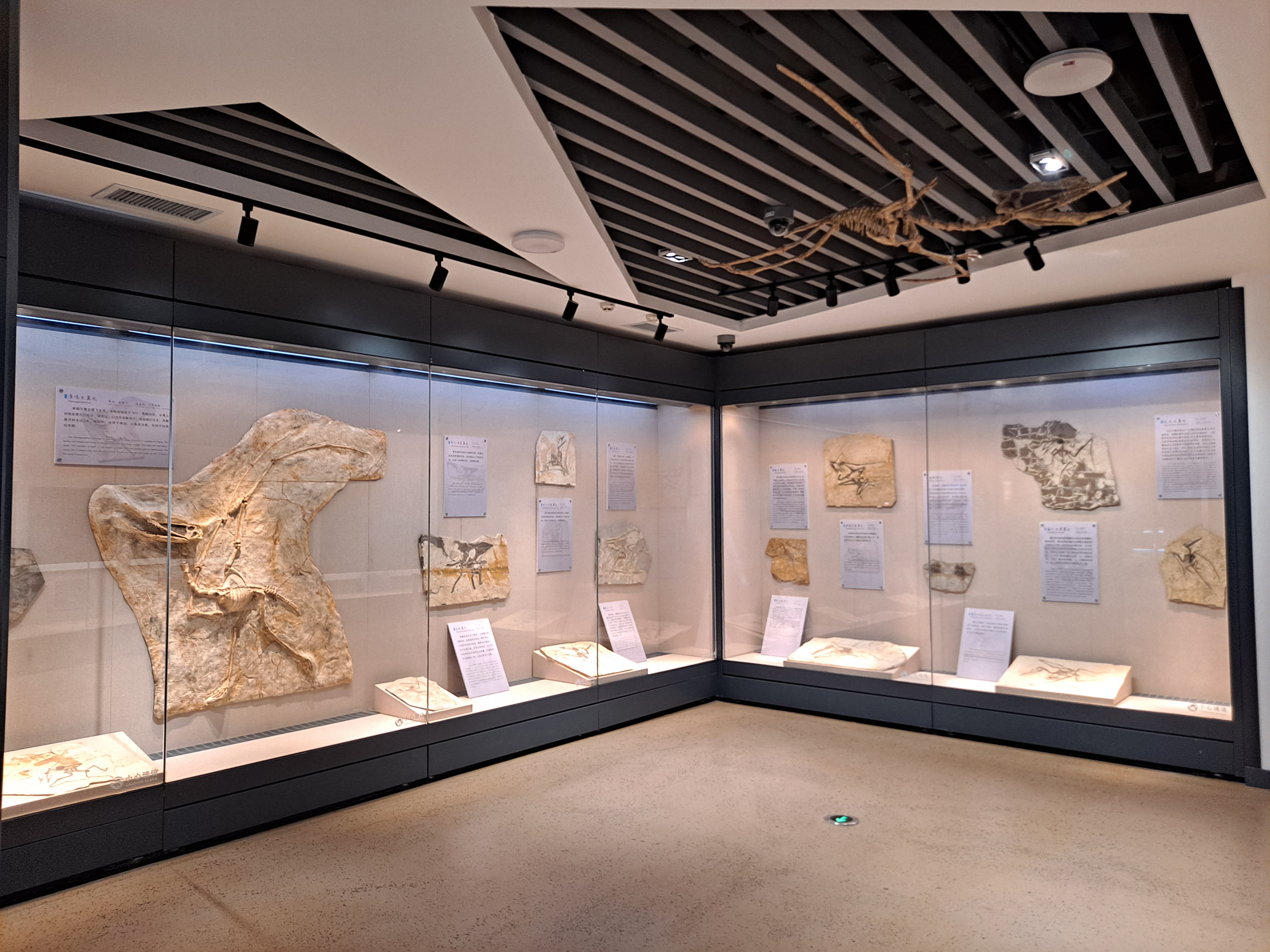
延吉恐龙博物馆内的翼龙化石

延吉恐龙博物馆是一座位于中国吉林省延边朝鲜族自治州延吉市的恐龙主题博物馆，也是吉林省唯一的恐龙博物馆，吉林省科普基地。
延吉恐龙博物馆毗邻国家级重点保护古生物化石产地龙山恐龙化石遗址，是延吉市帽儿山恐龙文化旅游区的一部分，周边建有延吉恐龙王国、中国朝鲜族民俗园等旅游景点。此外，延吉恐龙博物馆入口处建有硅化木森林公园。
延吉恐龙博物馆占地4万平方米，由六栋朝鲜族风格展馆组成，分为三个功能区。1号馆是客服服务中心；2号馆是恐龙星球展厅，展示世界恐龙，以中国恐龙为主；3-4-5号馆是介绍延吉恐龙的龙兴延吉展厅；6号馆则是临时展厅。

## 历史
2016年5月，延吉市帽儿山南坡龙山首次发现距今1.1亿年前的中生代白垩纪恐龙化石，填补了中国东北地区恐龙化石的空白。同年12月，龙山恐龙化石遗址被定为“国家级重点保护古生物化石集中产地”。依托新发现的恐龙化石资源，延吉市政府开始计划在龙山周边修建一流的恐龙博物馆和恐龙度假区。
2019年，延吉恐龙博物馆部分场馆建成开放。同年，吉林延吉恐龙文化研究发展中心正式成立，通过整合延吉恐龙博物馆、延吉恐龙王国、帽儿山国家森林公园、中国朝鲜族民俗园等旅游资源打造延吉市帽儿山恐龙文化旅游区 。2021年5月，延吉恐龙博物馆2号馆恐龙星球对外开放。同年，包括延吉市帽儿山（恐龙）文化旅游区被评为国家4A级旅游景区。
2022年9月3日，在延边朝鲜族自治州成立70周年之际，延吉恐龙博物馆3-4-5号馆（龙兴延吉展厅）续2号馆（恐龙星球展厅）之后，也开馆。延吉恐龙博物馆至此全馆对外开放。全面开馆的头一个月内，延吉恐龙博物馆的访问人数达到近2万。2023年，延吉恐龙博物馆被认定为吉林省科普基地。